# Giải thưởng Cống hiến
Giải thưởng Cống hiến (tên cũ: Giải Âm nhạc Cống hiến) là một giải thưởng thường niên cho lĩnh vực âm nhạc và thể thao tại Việt Nam do báo Thể thao & Văn hóa tổ chức. Từ năm 2024, giải thưởng bao gồm hai hệ thống giải thưởng phụ là Giải Âm nhạc Cống hiến và Giải Thể thao Cống hiến.
- Giải Âm nhạc Cống hiến: Gồm các hạng mục được bình chọn theo phương thức truyền thống với sự tham gia của giới báo chí là Chương trình của năm, Album của năm, Nhà sản xuất của năm và Nhạc sỹ của năm; và các hạng mục Bài hát của năm, Video âm nhạc của năm, Nghệ sĩ mới của năm, Nam ca sĩ của năm và Nữ ca sĩ của năm sẽ do khán giả và hội đồng chuyên môn bình chọn.[4]

- Giải Thể thao Cống hiến: Gồm các hạng mục Nhân vật thể thao của năm, Chiến tích thể thao của năm và Gương mặt thể thao trẻ của năm, trong đó hai hạng mục Nhân vật của năm và Gương mặt của năm do khán giả bình chọn.[4]

Lễ trao Giải thưởng Âm nhạc Cống hiến lần đầu tiên được tổ chức vào ngày 20 tháng 1 năm 2005 trên kênh VTV1 của Đài Truyền hình Việt Nam. Hiện nay giải thưởng phát sóng trực tiếp tại kênh VTV6 và phát trực tiếp trên mạng. Ca khúc "Tháng tư về" của nhạc sĩ Dương Thụ là ca khúc chính thức của lễ trao giải kể từ mùa 2009. Chiếc cúp Cống hiến tượng trưng cho một con chim họa mi đang hót được thiết kế bởi họa sĩ Trần Lương.

## Lịch sử
Năm 2004, lễ trao giải lần đầu tiên được tổ chức song chưa được gọi là giải Cống hiến (sau này được gọi là tiền Cống hiến). Giải thưởng chính thức được trao từ năm 2005 và được gọi là Giải Cống hiến lần thứ 1. Giải Cống hiến quan tâm nhiều tới hoạt động của các nghệ sĩ trong suốt một năm chẵn hoạt động qua các chương trình, album, dự án âm nhạc,... Tính uy tín của giải thưởng tới từ việc các hạng mục được bình chọn từ lá phiếu của báo chí cả nước với tính công khai, minh bạch cao. Nhạc sĩ Anh Quân cho biết: "Đây là giải thưởng duy nhất tôi còn kỳ vọng!" Thông thường, danh sách chi tiết các đề cử được báo Thể thao & Văn hóa công bố trong một buổi họp báo lớn trước khi có một đêm gala quy tụ các nghệ sĩ vào đầu năm mới.
Có bốn hạng mục chính của lễ trao giải, bao gồm Album của năm, Chương trình của năm, Nhạc sĩ của năm và Ca sĩ của năm. Tại Giải thưởng Cống hiến 2008, sau nhiều tranh luận, giải Cống hiến có phân tách hạng mục "Ca sĩ của năm" thành 2 hạng mục cho nghệ sĩ nam và nghệ sĩ nữ. Tuy nhiên, 2 giải thưởng này bị chỉ trích gay gắt nên sau đó lại bị gộp lại thành hạng mục ban đầu. Năm 2013 là năm đầu tiên, Giải Cống hiến mở rộng ra tới 6 hạng mục trong đó có 2 hạng mục mới đó là Bài hát của năm và Nghệ sĩ mới của năm. Từ mùa thứ 9 (2014), giải thưởng tiếp tục mở rộng cho Chuỗi chương trình của năm. Từ mùa thứ 11, giải thưởng bổ sung thêm hạng mục Video âm nhạc của năm Tại mùa thứ 12 năm 2017, hạng mục mới Nhà sản xuất của năm đã được bổ sung thành hạng mục giải thưởng thứ 9 của giải thưởng. Từ năm này chứng kiến chiến thắng ngoạn mục của Noo Phước Thịnh trước hàng loạt tên tuổi như Hồ Ngọc Hà, Hà Trần, Đông Nhi và Hà Anh Tuấn để giành giải thưởng quan trọng nhất Ca sĩ của năm.
Tính tới năm 2017, Tùng Dương là nghệ sĩ thành công nhất với 10 lần chiến thắng và cũng là nghệ sĩ được đề cử nhiều nhất với con số 17 (bao gồm cả các album kết hợp). Tiếp đến, Mỹ Tâm là nghệ sĩ được đề cử với 14 lần. Đứng thứ ba là Thanh Lam và Đức Tuấn với 10 lần được xướng tên trong các hạng mục. Trần Thu Hà, Hồ Ngọc Hà, Hà Anh Tuấn và Đỗ Bảo theo sát với 9 đề cử. Cuối cùng là nhạc sĩ Quốc Trung 8 đề cử. Ngoài ra, saxophone Trần Mạnh Tuấn còn là nhạc công đầu tiên và duy nhất được đề cử 5 lần.
Năm 2023, Giải thưởng Âm nhạc Cống hiến đã được đổi tên thành Giải thưởng Cống hiến và bổ sung thêm Thể thao, chia ra làm hai hệ thống giải thưởng lần lượt là Giải Âm nhạc Cống hiến và Giải Thể thao Cống hiến.

## Quy chế

### Tiêu chí
Tiêu chí chung của giải thưởng là:
Có những khám phá, sáng tạo đóng góp thiết thực vào sự phong phú và phát triển của đời sống âm nhạc đại chúng

Giải thưởng Âm nhạc Cống hiến là sự tôn vinh các nghệ sĩ và các sản phẩm do họ tạo ra – hoặc hợp tác với những nghệ sĩ khác để tạo ra – theo góc nhìn báo chí chứ không phải của chuyên ngành âm nhạc. Tiêu chí của giải thưởng Âm nhạc cống hiến dựa trên 2 yếu tố "công luận" và "phát hiện" để làm cơ sở chính cho việc xét đề cử và bầu chọn. Vì vậy những khám phá sáng tạo có thể được đông đảo công chúng biết đến (yếu tố công luận) hoặc cũng có thể chưa được đông đảo công chúng biết đến, nhưng nó thật sự là những khám phá sáng tạo thiết thực (yếu tố phát hiện).

### Đối tượng
Bao gồm các thành quả của các sự kiện âm nhạc diễn ra trong phạm vi từ ngày 1 tháng 1 đến 31 tháng 12 của năm. Các đối tượng này liên quan đến đời sống âm nhạc đại chúng và thuộc các hạng mục sau: album, chương trình, chuỗi chương trình, nhạc sĩ, ca sĩ, bài hát, nghệ sĩ mới, music video và nhà sản xuất.
- Album của năm: Là album được phát hành tại Việt Nam, có một trong những yếu tố Việt Nam sau đây: bài hát Việt Nam, nhạc hòa tấu Việt Nam, nhạc ngoại lời Việt, nhạc Việt lời bằng tiếng nước ngoài, ca sĩ, nghệ sĩ Việt Nam. (Nếu bài hát Việt Nam là yếu tố Việt Nam duy nhất, bắt buộc album phải có số lượng 70% bài hát Việt Nam trở lên).
- Chương trình của năm: Là chương trình âm nhạc trực tiếp phục vụ khán giả hoặc diễn ra trên sóng phát thanh, sóng truyền hình tại Việt Nam, có một trong những yếu tố Việt Nam như ở mục trên. (Nếu tiết mục Việt Nam là yếu tố Việt Nam duy nhất, bắt buộc chương trình phải có số lượng 70% tiết mục Việt Nam trở lên). Chương trình của năm là 1 hoặc nhiều chương trình do 1 hoặc nhiều ca sĩ, nhạc sĩ, đơn vị... tổ chức. Nếu có nhiều chương trình thì các tiết mục trình diễn trong mỗi chương trình cơ bản là giống nhau.
- Ca sĩ của năm: Là ca sĩ (hoặc nhóm hát, nhóm nhạc) hoạt động chính ở Việt Nam, có một trong những yếu tố Việt Nam như ở mục đầu tiên.
- Nhạc sĩ của năm: Là nhạc sĩ hoạt động chính ở Việt Nam, có một trong những yếu tố Việt Nam như ở mục đầu tiên.

Kể từ mùa 2012:
- Nghệ sĩ mới của năm: Là ca sĩ, nhạc sĩ chính thức tham gia vào những hoạt động âm nhạc mang tính chuyên nghiệp và tạo được tiếng vang trong công luận (xuất hiện trong vòng 2 năm, tính đến thời điểm xét giải thưởng) với các hình thức như album, sáng tác ca khúc, biểu diễn sân khấu) theo chiều hướng tích cực phù hợp với tiêu chí của giải Cống hiến. Nghệ sĩ mới không hạn chế về tuổi tác, ngoài ra nghệ sĩ mới cũng có thể được đề cử ở hạng mục album và chương trình của năm.
- Bài hát của năm: Là bài hát (định dạng audio) được đông đảo công chúng yêu thích và phù hợp với tiêu chí của giải Cống hiến, được giới thiệu đến công chúng theo quy định thời gian chung của giải Cống hiến.
- Video âm nhạc của năm: Là bài hát (định dạng video) được đông đảo công chúng yêu thích, có phần âm nhạc phù hợp với tiêu chí của giải Cống hiến, phần hình ảnh được sử dụng có ý tưởng, có hiệu quả; được giới thiệu đến công chúng theo quy định thời gian chung của giải Cống hiến.
- Nhà sản xuất của năm: Là cá nhân, nhóm "định hướng" cho nghệ sĩ để hình thành các sản phẩm âm nhạc như: album, music video, single, chương trình âm nhạc, dự án âm nhạc... có những đóng góp đáng kể cho đời sống âm nhạc đại chúng Việt Nam phù hợp với tiêu chí của Giải, có 1 trong những yếu tố Việt Nam như ở mục a.

### Đề cử và bầu chọn
Các đối tượng được chọn vào danh sách đề cử các hạng mục phải đáp ứng đầy đủ các yêu cầu về tiêu chí, thời gian và đối tượng như đã nêu trên. Quy trình đề cử: Sau ngày 31 tháng 12 hàng năm, Ban tổ chức đưa ra Dự kiến danh sách đề cử sau khi rà soát, đánh giá các sự kiện âm nhạc trong năm (dưới góc độ báo chí) cùng việc tham khảo ý kiến của các nhà chuyên môn. Sau đó tổ chức tham khảo ý kiến phóng viên sẽ tham gia bầu chọn để đưa ra danh sách đề cử chính thức. Mỗi hạng mục gồm 4 hoặc 5 đề cử tùy vào tình hình đời sống âm nhạc đại chúng trong năm đó.
- Thành phần tham gia bầu chọn (hội đồng chấm): gồm những phóng viên âm nhạc hoặc văn hóa nghệ thuật đang hoạt động ở các loại hình báo chí (báo giấy, báo điện tử, truyền hình, phát thanh) đến từ miền Bắc và miền Nam.
- Thể lệ bầu chọn: Mỗi hạng mục chọn 1 đề cử; chọn đủ các hạng mục trong phiếu bầu chọn; phiếu bầu chọn phải có họ tên, chữ ký của người bầu chọn; phiếu bầu phải được niêm phong khi người tham gia bầu chọn gởi cho Ban tổ chức.
- Kết quả bầu chọn: Ban tổ chức sẽ kiểm phiếu công khai, có sự chứng kiến của đông đảo phóng viên (hoặc đại diện của tập thể phóng viên) của các báo.

Các giải thưởng sẽ được trao cho đề cử có số phiếu bầu chọn cao nhất. Trường hợp có 2 hoặc nhiều đề cử có phiếu bầu bằng nhau, Ban tổ chức sẽ quyết định kết quả bằng phiếu bầu xếp hạng của mình (phiếu bầu xếp hạng này được Ban tổ chức tiến hành trước khi diễn ra buổi kiểm phiếu).

### Sửa đổi quy chế
Tùy theo tình hình thực tiễn của đời sống âm nhạc đại chúng, hàng năm Ban tổ chức có thể điều chỉnh số lượng các hạng mục, số lượng phóng viên tham gia bầu chọn, hoặc một số quy định khác - trong trường hợp cần thiết (về thể lệ bầu chọn, quy mô giải thưởng...) nhằm đáp ứng tốt nhất việc phát hiện, vinh danh phù hợp với tình hình thực tiễn, giữ vững và phát huy những thành quả mà giải thưởng đạt được trước đó. Tất cả với mục đích làm cho uy tín và chất lượng giải thưởng ngày càng cao.

## Danh sách giải thưởng

### Lĩnh vực Âm nhạc
Dưới đây là danh sách người và tác phẩm chiến thắng một số hạng mục chính của Giải thưởng Âm nhạc Cống hiến qua các năm.
| Năm           | Album của năm                                                               | Bài hát của năm                                  | Chương trình của năm                                          | Ca sĩ của năm               | Nhạc sĩ của năm   | Nhà sản xuất của năm | Nghệ sĩ mới của năm    |
| ------------- | --------------------------------------------------------------------------- | ------------------------------------------------ | ------------------------------------------------------------- | --------------------------- | ----------------- | -------------------- | ---------------------- |
| 2005          | Ru mãi ngàn năm Thanh Lam                                                   | —                                                | Sao Mai điểm hẹn 2004 Đài Truyền hình Việt Nam                | Tùng Dương                  | Lê Minh Sơn       | —                    | —                      |
| 2006 (lần 1)  | Chat với Mozart Mỹ Linh                                                     | —                                                | Con đường âm nhạc Đài Truyền hình Việt Nam                    | Hồ Quỳnh Hương              | Đức Trí           | —                    | —                      |
| 2007 (lần 2)  | Đối thoại 06 Trần Thu Hà                                                    | —                                                | Sao Mai điểm hẹn 2006 Đài Truyền hình Việt Nam                | Mỹ Linh                     | Võ Thiện Thanh    | —                    | —                      |
| 2008 (lần 3)  | Những ô màu khối lập phương Tùng Dương                                      | —                                                | Vietnam Idol Đài Truyền hình Thành phố Hồ Chí Minh            | Đàm Vĩnh Hưng Hồ Ngọc Hà    | Võ Thiện Thanh    | —                    | —                      |
| 2009 (lần 4)  | Cánh cung 2: Thời gian để yêu Đỗ Bảo                                        | —                                                | Bài hát Việt 2008 Đài Truyền hình Việt Nam                    | Mỹ Tâm                      | Đỗ Bảo            | —                    | —                      |
| 2010 (lần 5)  | Music of the Night Đức Tuấn                                                 | —                                                | Người tình Đàm Vĩnh Hưng                                      | Đức Tuấn                    | Hồ Hoài Anh       | —                    | —                      |
| 2011 (lần 6)  | Li ti Tùng Dương                                                            | —                                                | Vietnam Idol 2010 Đài Truyền hình Việt Nam                    | Tùng Dương                  | Lê Cát Trọng Lý   | —                    | —                      |
| 2012 (lần 7)  | Tóc ngắn Acoustic: Một ngày Mỹ Linh                                         | —                                                | Hồ Ngọc Hà Live Concert 2011 Hồ Ngọc Hà                       | Tùng Dương                  | Anh Quân          | —                    | —                      |
| 2013 (lần 8)  | Classic Meets Chillout Phạm Thu Hà                                          | "Chiếc khăn piêu" Tùng Dương                     | In the Spotlight Công ty Mỹ Thanh                             | Mỹ Tâm                      | Quốc Trung        | —                    | Hương Tràm             |
| 2014 (lần 9)  | Cánh cung 3: Chuyện của mặt trời, chuyện của chúng ta Đỗ Bảo và Trần Thu Hà | "Tình yêu màu nắng" Đoàn Thúy Trang và Big Daddy | Độc đạo Tùng Dương và Nguyên Lê                               | Tùng Dương                  | Đỗ Bảo            | —                    | Vũ Cát Tường           |
| 2015 (lần 10) | Khởi hành Nguyễn Trần Trung Quân                                            | "Bốn chữ lắm" Trúc Nhân và Trương Thảo Nhi       | Liên hoan âm nhạc Gió mùa 2014 Công ty Thanh Việt             | Mỹ Tâm                      | Phạm Toàn Thắng   | —                    | Nguyễn Trần Trung Quân |
| 2016 (lần 11) | Bóng tối Jazz Giáng Son, Trần Thu Hà và Tùng Dương                          | "Thật bất ngờ" Trúc Nhân                         | Thập kỷ hoan ca Tùng Dương                                    | Sơn Tùng M-TP               | Mew Amazing       | —                    | Tiên Tiên              |
| 2017 (lần 12) | Bản nguyên Trần Thu Hà                                                      | "Ông bà anh" Lê Thiện Hiếu                       | Đôi bàn tay thắp lửa Bức Tường                                | Noo Phước Thịnh             | Khắc Hưng         | Khắc Hưng            | Hoàng Rob              |
| 2018 (lần 13) | Tâm 9 Mỹ Tâm                                                                | "Em dạo này" Ngọt                                | Mặt trời của tôi Đăng Dương                                   | Mỹ Tâm                      | Dương Cầm         | Dương Cầm            | Ngọt                   |
| 2019 (lần 14) | Chat với Mozart II Mỹ Linh                                                  | "Có ai thương em như anh" Tóc Tiên và Touliver   | Romance – Người đàn ông & bông hoa trên ngực trái Hà Anh Tuấn | Đông Nhi                    | Vũ Cát Tường      | Tiên Cookie          | Bùi Lan Hương          |
| 2020 (lần 15) | Hoàng Hoàng Thùy Linh                                                       | "Để Mị nói cho mà nghe" Hoàng Thùy Linh          | Trở về Tân Nhàn                                               | Hoàng Thùy Linh             | Phan Mạnh Quỳnh   | DTAP                 | Amee                   |
| 2021 (lần 16) | Human Tùng Dương                                                            | "Hoa nở không màu" Hoài Lâm                      | Con người Tùng Dương                                          | Tùng Dương                  | Nguyễn Minh Cường | Touliver             | Dế Choắt               |
| 2023 (lần 17) | Link Hoàng Thùy Linh                                                        | "Bên trên tầng lầu" Tăng Duy Tân                 | Tri âm Mỹ Tâm                                                 | Tùng Dương Hoàng Thùy Linh  | Khắc Hưng         | DTAP                 | Mono                   |
| 2024 (lần 18) | Minh tinh Văn Mai Hương                                                     | "À lôi" Double2T                                 | Đỗ Bảo & Friends – Một mình bao la Đỗ Bảo và The Bros         | Đen Vâu Hòa Minzy           | Hứa Kim Tuyền     | DTAP                 | Double2T               |
| 2025 (lần 19) | Bật nó lên Soobin Hoàng Sơn                                                 | "Tái sinh" Tùng Dương                            | Sky Note Quốc Thiên                                           | Soobin Hoàng Sơn Trang Pháp | Phan Mạnh Quỳnh   | SlimV                | Dương Domic            |

### Lĩnh vực Thể thao
| Năm           | Nhân vật thể thao của năm | Chiến tích thể thao của năm                                                                  | Gương mặt thể thao trẻ của năm |
| ------------- | ------------------------- | -------------------------------------------------------------------------------------------- | ------------------------------ |
| 2023 (lần 17) | Nguyễn Thị Oanh           | Đội tuyển bóng đá nữ Việt Nam lần đầu tiên giành quyền tham dự vòng chung kết World Cup 2023 | Khuất Văn Khang                |
| 2024 (lần 18) |                           |                                                                                              |                                |
| 2025 (lần 19) | Nguyễn Xuân Son           | Đội tuyển bóng đá nam Việt Nam vô địch ASEAN Mistubishi Cup 2024                             | Nguyễn Thị Hương               |

## Cúp Cống hiến
Những năm đầu tiên của giải, BTC chỉ trao bằng chứng nhận và quà lưu niệm. Nhưng từ mùa 3 năm 2007, công ty tổ chức sự kiện Le Bros bắt đầu đảm trách phần sản xuất chương trình, mọi thứ bắt đầu đi vào lộ trình chuyên nghiệp.
Chiếc cúp đầu tiên mô phỏng lại logo của giải, logo này đến năm sau mới được chỉnh sửa và tồn tại đến nay. Logo là chiếc đàn đáy dựng đứng, trên đó có một dải lụa hình chữ S (tượng trưng cho dáng hình của đất nước), thiết kế mang tính dân tộc. Tuy nhiên, ý tưởng thì rất hay nhưng tạo hình để thể hiện thì không đẹp và dễ nhầm lẫn dải lụa hình chữ S này là khóa Sol bị viết ngược. Vì vậy, sau đó dải lụa này được đề nghị quay lại theo chiều đối xứng để có hình khóa Sol cách điệu. Nó cũng hàm ý là sự giao hòa của âm nhạc Đông - Tây.
Ba năm tiếp theo, là sự thay đổi mẫu mã của chiếc cúp. Đến mùa 7 năm 2012, họa sĩ Trần Lương đã phác thảo trên giấy. Chiếc cúp được định hình hoàn chỉnh với hình tượng một con chim họa mi đang hót. Đến cống hiến mùa thứ 8 năm 2013, hình tượng chim họa mi được sửa lại về mặt tạo hình để trở nên thanh thoát hơn - chim họa mi vươn cao cổ cất giọng lảnh lót - lãng mạn, hồn nhiên... cống hiến những giai điệu đẹp cho đời... Các nghệ sĩ tại Việt Nam đã công nhận tính uy tín của giải thưởng Khánh Linh, Erik, Hoàng Thùy Linh, Thịnh Kainz.